# Zoodes angolensis
Zoodes angolensis är en skalbaggsart som först beskrevs av Max Quedenfeldt 1882.  Zoodes angolensis ingår i släktet Zoodes och familjen långhorningar.
Artens utbredningsområde är Angola. Inga underarter finns listade i Catalogue of Life.